# Willem Cornelisz. van Muyden

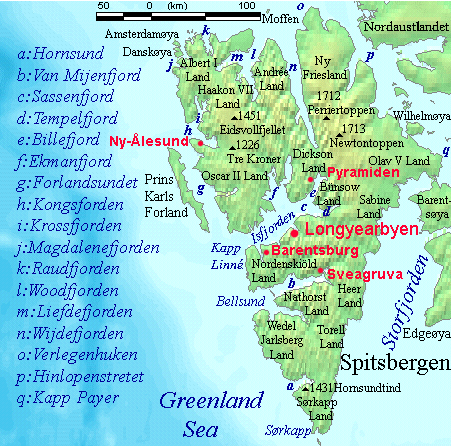
Spitsbergen met de Bellsund

Willem Cornelisz. van Muyden (Muiden, 1573 - Amsterdam, 1634) was in 1613 de eerste Nederlandse schipper die schepen voor de walvisvangst naar Spitsbergen leidde, nadat de Basken in 1611 een zeer succesvolle reis naar Bereneiland maakten. Ook de Engelsen in dienst van Muscovy Company begonnen dat jaar, met behulp van Basken, de jacht op walvissen.

## Relaas
Van Muyden was oorspronkelijk scheepstimmerman en woonde bij zijn ondertrouw in 1598 in de Ridderstraat op de Lastage. In 1607 voer hij met een met graan beladen schip naar Italië, en in 1609 ging hij naar Noorwegen en Saint-Malo. Zijn reis naar de Middellandse Zee in 1611 verliep minder gunstig. Het schip werd door een zeerover gekaapt en naar Livorno opgebracht. Op een gekaapt schip kwam Van Muyden in januari 1612 weer in Middelburg. Voor zijn eerste reis in 1612 naar Spitsbergen maakte Van Muyden gebruik van een Engelse loods, genaamd Allan Sallows.
"Het scheepsvolk bemerkte al spoedig, dat Sallowes geen kennis van het land had en het bleek later vaak, dat hetgeen hij over de kust en het land verteld had in werkelijkheid geheel anders was. Ook van de daar aanwezige dieren had hij geen verstand. De mensen, die met hem aan land geweest waren om walrussen te vangen, kregen totaal geen instructie van hem, hoe zij deze konden vangen, hoewel zij hem daarom verzocht hadden en bereid waren om zijn orders op te volgen. De leden der bemanning, die met hem weg geweest waren, klaagden, dat hij in 2 of 3 weken volbracht, wat in 2 of 3 dagen verricht had kunnen worden. Het volk was hierover vaak ontevreden, temeer daar Sallowes dagelijks volslagen dronken was van de brandewijn."
Op 17 september 1612 keerde de Neptunus van de eerste Nederlandse tocht ter walvisvaart bij Spitsbergen te Amsterdam terug. De reis was niet succesvol, vanwege onvoldoende kennis van de fauna en het feit dat er geen Baskische harpoeniers waren ingehuurd.
In april 1613 werd Van Muyden belast met het admiraalschap over twee schepen die ter walvisvangst uitvoeren. Het andere schip, de Fortuyn, stond onder schipper Jan Jacobsen
Boots van Medemblik. Er waren twintig kloeke en weerbare mannen aan boord, alsmede vijf man betaald door de bevrachters. Jacques Nicquet was een hen. Hun opdracht luidde: jacht op walvissen en walrussen te maken en het koken van traan. Dit keer waren er twaalf of dertien Basken aan boord, afkomstig uit Saint-Jean-de-Luz. Op 2 juni kwamen de schepen aan bij Prins Karls Forland. Daar ontmoetten zij vier Engelse schepen die hun wegjoegen. Op 19 juni zeilden zij weg om een andere baai te zoeken en gingen toen naar de Bellsund (Klokbaai). Zij visten hier van 25 juni tot 20 juli en vingen 17 grote en 1 jonge walvis, 30 walrussen en 2 witte beren. Op die laatste dag kwamen drie van de voornoemde Engelse schepen
in de baai. De admiraal was zeer kwaad, dat de Hollanders ondanks zijn verbod toch waren
blijven vissen en beide schippers werden bij hem aan boord ontboden.

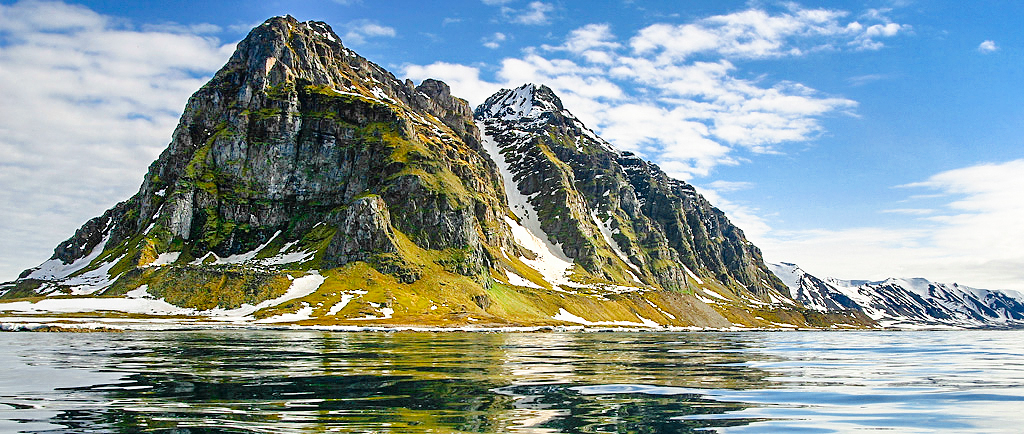
Prins Karls Forland in 2006

"Boots moest zijn schip en de goederen in handen der Engelsen stellen. Uit zijn schip werden gelost 96 pijpen en 26 okshoofden spek, 2 pijpen en 25 okshoofden traan, 1519 vinnen (= walvisbaarden) en 61 stuks walrushuiden, sloepen, harpoenen, touwwerk, twee grote koperen ketels (deze werden later aan Van Muyden teruggegeven), twee grote treeften (hierop werden de ketels voor het koken van de traan geplaatst) en ledige vaten. Uit de Neptunus werden gelost 29 pijpen, 8 okshoofden en een tiers spek, een pijp, een ponsoen, 38 okshoofden, 2 tonnen en 1 tiers traan, 638 walvisbaarden en 39 walrustanden alsmede ledige vaten, kuipersgereedschap, kapbakken en traanbakken e.a., die op het land lagen. De veertien walvissen, die nog niet verwerkt waren, werden hun ook door de Engelsen ontnomen."
In 1614 werd de Noordsche Compagnie opgericht. Van Muyden kreeg de opdracht met Jan Jacobsz. May van Schellinkhout uit Hoorn nieuwe landen te ontdekken. De beide mannen spraken af als ze beloond zouden worden, ze de opbrengst samen zouden delen. May ontdekte Jan Mayeneiland. In september 1615 kreeg hij een der bewindhebbers van de Kamer van de VOC in Amsterdam op bezoek met het verzoek als schipper in hun dienst te treden, maar ging daar niet op in.
In 1621 woonde Van Muyden in een eigen huis op het Rapenburg. Een jaar later woonde hij in een huis op de Keizersgracht, niet ver van de Groenlandse pakhuizen. Hij had aan zijn riante onderkomen een uithangbord De Eerste Walvisvanger bevestigd.